# Hansjörg Aemisegger
Hansjörg Aemisegger (* 18. Februar 1952 in Winterthur; † 17. Januar 2025; auch Hansjörg Aemisegger-Schmutz) war ein Schweizer Radrennfahrer und nationaler Meister im Radsport.
Er startete für den Radfahrer-Verein Stadt Winterthur (RVW) und wurde 1976 jeweils Zweiter bei der Berliner Etappenfahrt und der Stausee-Rundfahrt Klingnau. In der Ägypten-Rundfahrt gewann er eine Etappe.
Im selben Jahr startete er bei den Olympischen Sommerspielen in Montreal im olympischen Strassenrennen, das er jedoch nicht beenden konnte. 1979 wurde er Schweizer Meister im Strassenrennen. Profi war er 1977 sowie von 1979 bis 1980. Anschliessend beendete er seine Radsportkarriere.
Danach betrieb Aemisegger eine Immobilienfirma in Winterthur. Er war in einer christlichen Gemeinde aktiv.